# Synagoga w Bytomiu (plac Grunwaldzki 6)
Synagoga w Bytomiu – gminna sala modlitwy, która znajdowała się w Bytomiu w mieszkaniu prywatnym na I piętrze w kamienicy przy placu Grunwaldzkim 6.
Sala modlitw została założona po 1945 roku w mieszkaniu w jednej z kamienic. Nabożeństwa odbywały się do pierwszej dekady XXI w. Modlitewnia znajdowała się niedaleko miejsca, gdzie przed wojną znajdowała się główna synagoga. Na mocy aktu darowizny z 22 sierpnia 2017 Gmina Wyznaniowa Żydowska w Katowicach przekazała całe wyposażenie sali modlitw Muzeum Górnośląskiemu w Bytomiu. Wśród darów znalazły się m.in. bima, pulpit kantora, aron ha-kodesz ze zwojami Tory oraz kilkaset ksiąg hebrajskich. Zrekonstruowana sala modlitw ma być prezentowana w Muzeum Górnośląskim w ramach szerszej wystawy poświęconej wieloetniczności tego regionu i religiom mieszkańców Górnego Śląska w XIX i XX wieku, która ma powstać do 2021 roku.

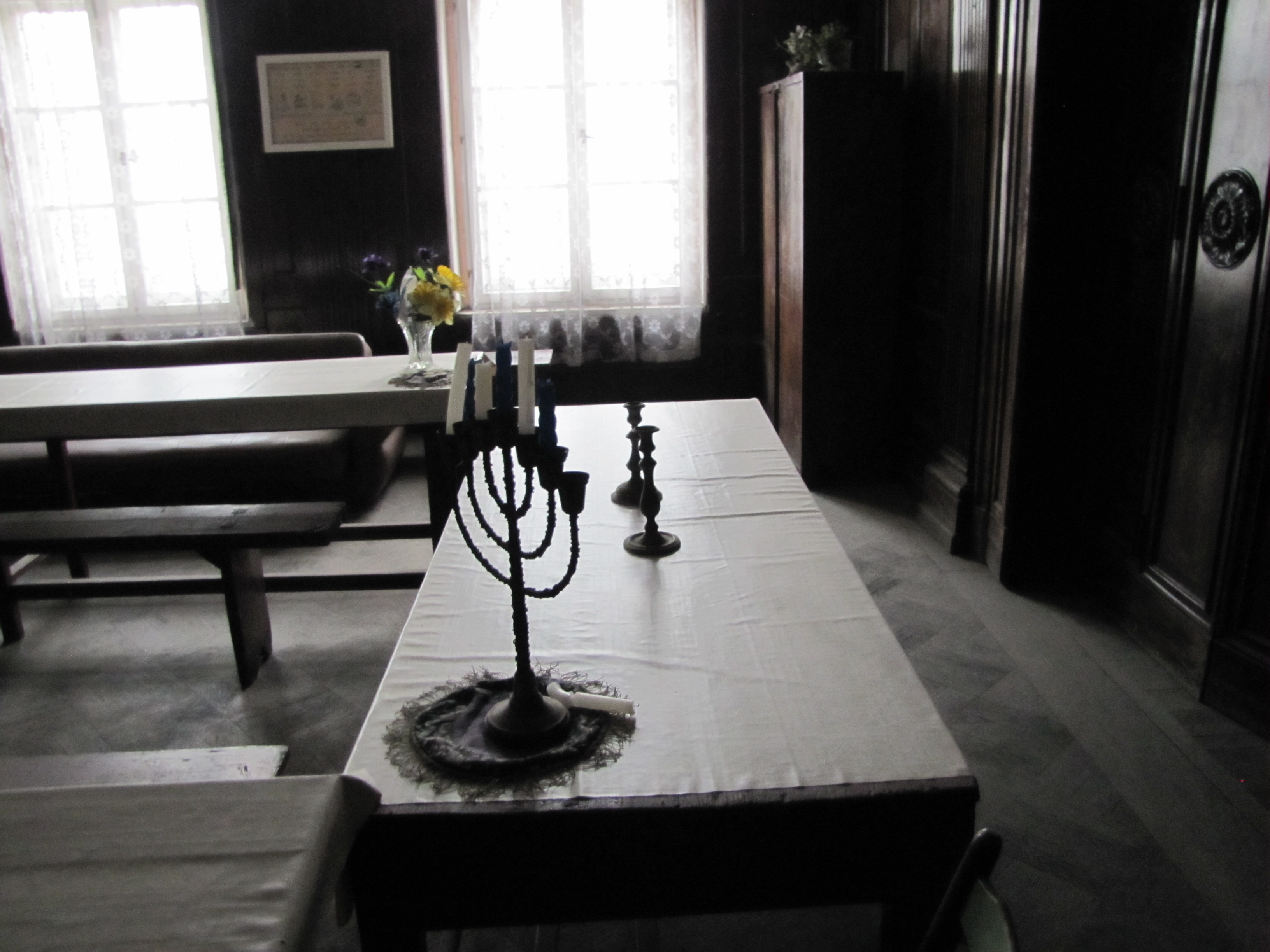
Sala modlitw w 2017 r.
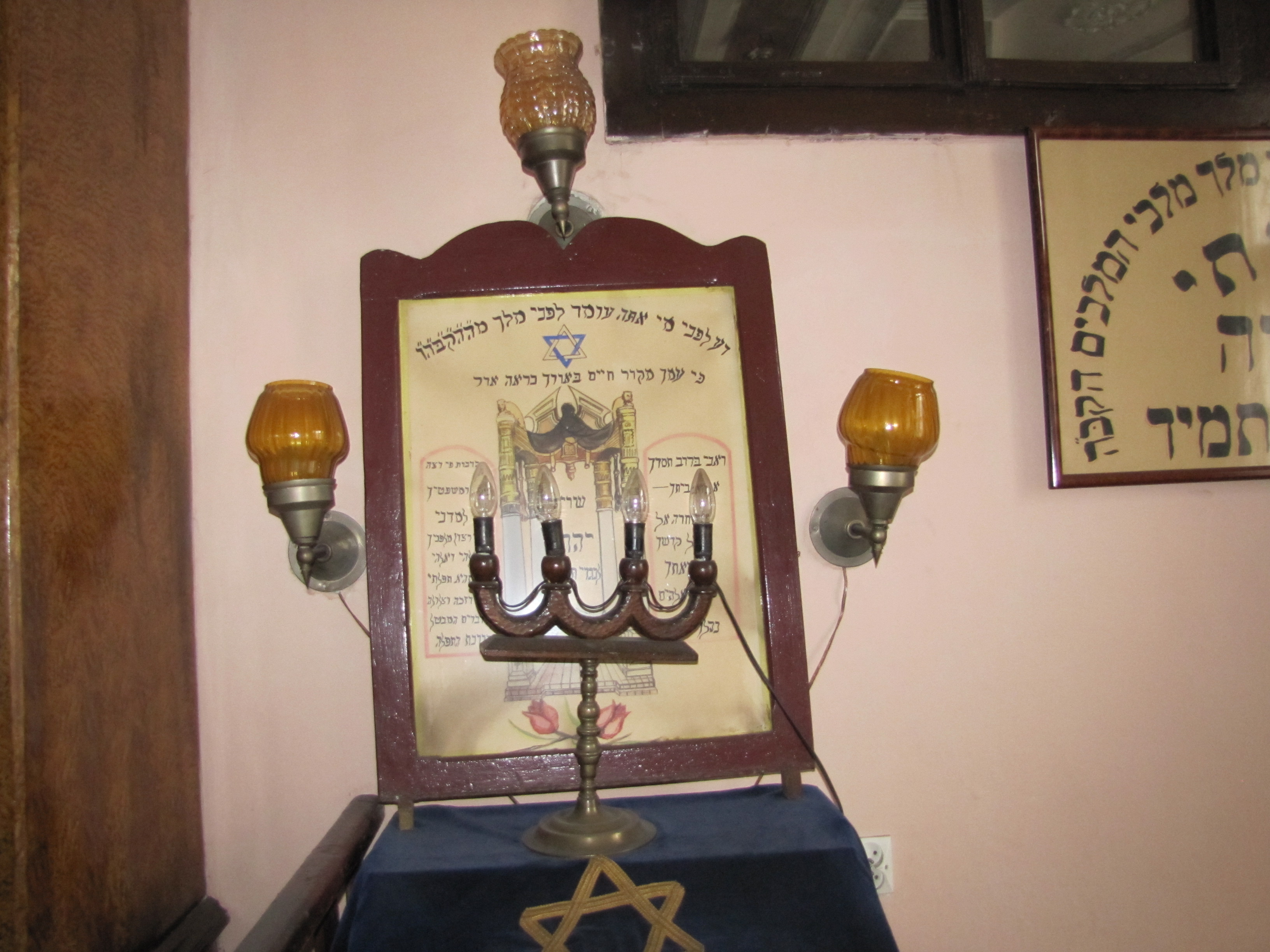
Pulpit kantora
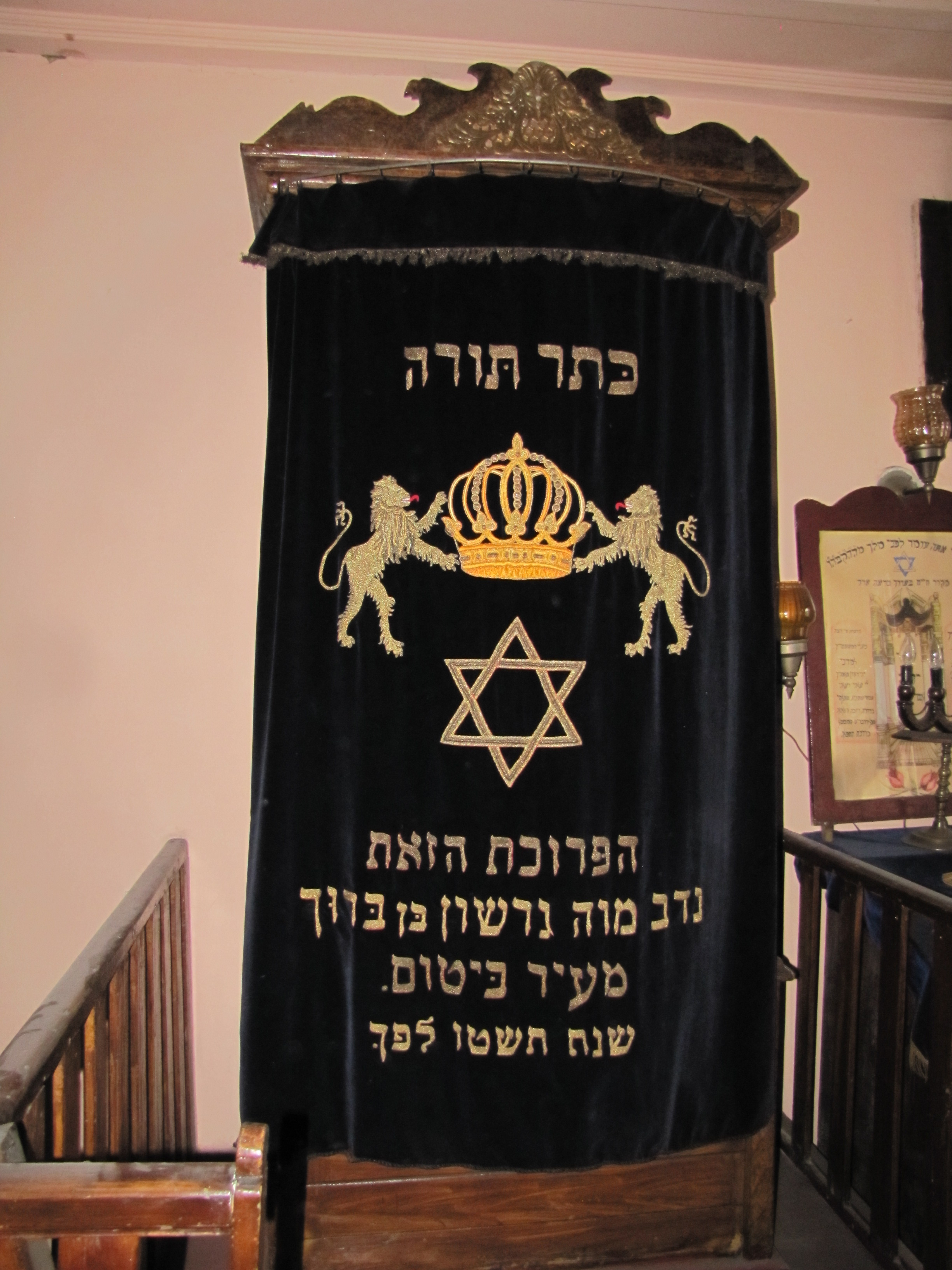
Aron Ha-Kodesz